# Panysinus grammicus
Panysinus grammicus là một loài nhện trong họ Salticidae.
Loài này thuộc chi Panysinus. Panysinus grammicus được Eugène Simon miêu tả năm 1902.